# 特里斯坦·怀特
特里斯坦·怀特（英語：Tristan White，1990年7月11日—），来自新南威尔士州，澳大利亚男子曲棍球运动员。他曾代表澳大利亚国家队参加2014年英联邦运动会曲棍球比赛，获得一枚金牌。